# Perimangelia
Perimangelia é um gênero de gastrópodes pertencente a família Mangeliidae.

## Espécies
- Perimangelia interfossa (Carpenter, 1864)
- Perimangelia nitens (Carpenter, 1864)